# Ara Malikian: Una vida entre las cuerdas
Ara Malikian: Una vida entre las cuerdas és una pel·lícula documental biogràfica espanyola del 2019 dirigida per Natalia "Nata" Moreno, directora artística i esposa del polifacètic violinista Ara Malikian, objecte del documental. Ha estat projectat en la Secció Oficial del Festival de Màlaga de 2019 després d'una exhibició a Guadalajara (Mèxic) i arriba als cinemes espanyols el 24 d'octubre de 2019.

## Sinopsi
Ara Malikian va néixer a Beirut en el si d'una família armènia. El seu avi havia escapat del genocidi armeni gràcies a un violí, que el va fer passar per membre d'una orquestra. Aquest violí el va entregar al seu net quan tenia tres anys. El va aprendre a tocar i amb catorze anys va marxar del país, immers en la guerra civil libanesa pers estudiar als conservatoris europeus i ha viscut com un nòmada arreu del món.
El documental uneix la història personal de l'artista amb la seva última Gira Simfònica als millors escenaris del món, en països com Espanya o França, però també a Líban, Anglaterra, Rússia, la Xina, el Marroc, l'Uruguai, l'Argentina, Alemanya...

## Producció
La idea del documental va sorgir vers el 2014:
| «             | "Me'n vaig anar a viure amb Ara i, tres mesos després, va morir el seu pare. Vam rebre a casa 25 caixes de cartó amb tot tipus de documents, cintes super-8, entrades, retallades de premsa que va guardar sobre el seu fill des que tenia quatre anys. Vaig comprendre que tenia un tresor a les meves mans. Vaig descobrir que, més enllà de l'artista, hi havia una història d'un home cuidat per uns pares que, des del Líban, en una guerra, es van prendre el temps de recollir aquests documents, guardar-los i portar-los a França, on es van exiliar". | » |
| — Nata Moreno | |   |

A més d'aquests records, la base de l'audiovisual són dues entrevistes a Ara Malikian de quatre hores de durada. La banda sonora està composta pel mateix violinista, a excepció del tema final, que l'interpreta Enrique Bunbury.

## Premis i nominacions
Ha estat guardonada amb el Goya al millor documental el 2020. També va rebre el premi al millor documental als XXV Premis Cinematogràfics José María Forqué. També fou nominada al millor documental de les Medalles del Cercle d'Escriptors Cinematogràfics de 2019.